# Мухаммед аль-Брейк
Мухаммед аль-Брейк (араб. محمد البريك‎, 15 сентября 1992) — саудовский футболист, защитник сборной Саудовской Аравии и клуба «Аль-Хиляль».

## Клубная карьера
Мухаммед аль-Брейк — воспитанник клуба «Аль-Хиляль» из Эр-Рияда. Так и не сыграв за него ни одного официального матча Мухаммед был отдан в аренду команде «Аль-Раед» летом 2014 года. 7 февраля 2015 года он дебютировал в саудовской Про-лиге, выйдя в основном составе в домашнем матче против «Аль-Фейсали». Летом 2015 года Мухаммед аль-Брейк вернулся в «Аль-Хиляль». 25 октября того же года он забил свой первый гол в Про-лиге, выведя свою команду вперёд в домашнем поединке против «Аль-Таавуна».

## Карьера в сборной
24 августа 2016 года Мухаммед аль-Брейк дебютировал в составе сборной Саудовской Аравии в товарищеском матче в Катаре против команды Лаоса, выйдя в стартовом составе. Он также принимал участие в матчах отборочного турнира чемпионата мира 2018 года.

## Достижения
«Аль-Хиляль»
- Обладатель Кубка наследного принца Саудовской Аравии (1): 2015/16
- Обладатель Суперкубка Саудовской Аравии (1): 2015

## Статистика выступлений

### Клубная
| Выступление       | Выступление      | Выступление      | Чемпионат | Чемпионат | Национ. кубки | Национ. кубки | Междун. кубки | Междун. кубки | Итого | Итого |
| Клуб              | Лига             | Сезон            | Игры      | Голы      | Игры          | Голы          | Игры          | Голы          | Игры  | Голы  |
| ----------------- | ---------------- | ---------------- | --------- | --------- | ------------- | ------------- | ------------- | ------------- | ----- | ----- |
| Аль-Раед (аренда) | Про-лига         | 2014/15          | 13        | 0         | 0             | 0             | 0             | 0             | 13    | 0     |
| Аль-Раед (аренда) | Итого            | Итого            | 13        | 0         | 0             | 0             | 0             | 0             | 13    | 0     |
| Аль-Хиляль        | Про-лига         | 2015/16          | 14        | 2         | 5             | 0             | 7             | 0             | 26    | 2     |
| Аль-Хиляль        | Про-лига         | 2016/17          | 22        | 1         | 7             | 2             | 6             | 0             | 35    | 3     |
| Аль-Хиляль        | Про-лига         | 2017/18          | 20        | 1         | ?             | ?             | 11            | 1             | ?     | ?     |
| Аль-Хиляль        | Итого            | Итого            | 56        | 4         | ?             | ?             | 24            | 1             | ?     | ?     |
| Всего за карьеру  | Всего за карьеру | Всего за карьеру | 69        | 4         | ?             | ?             | 24            | 1             | ?     | ?     |

### В сборной
| Матчи и голы Мухаммеда аль-Брейка за сборную Саудовской Аравии | Матчи и голы Мухаммеда аль-Брейка за сборную Саудовской Аравии | Матчи и голы Мухаммеда аль-Брейка за сборную Саудовской Аравии | Матчи и голы Мухаммеда аль-Брейка за сборную Саудовской Аравии | Матчи и голы Мухаммеда аль-Брейка за сборную Саудовской Аравии | Матчи и голы Мухаммеда аль-Брейка за сборную Саудовской Аравии | Матчи и голы Мухаммеда аль-Брейка за сборную Саудовской Аравии |
| №                                                              | Дата                                                           | Место проведения                                               | Соперник                                                       | Счёт                                                           | Голы                                                           | Соревнование                                                   |
| -------------------------------------------------------------- | -------------------------------------------------------------- | -------------------------------------------------------------- | -------------------------------------------------------------- | -------------------------------------------------------------- | -------------------------------------------------------------- | -------------------------------------------------------------- |
| 1                                                              | 24 августа 2016                                                | Гранд-Хамад, Доха                                              | Лаос                                                           | 4:0                                                            | —                                                              | товарищ.                                                       |
| 2                                                              | 14 января 2017                                                 | Шейх Зайед, Абу-Даби                                           | Камбоджа                                                       | 7:2                                                            | —                                                              | товарищ.                                                       |
| 3                                                              | 28 марта 2017                                                  | Король Абдалла Спортс Сити, Джидда                             | Ирак                                                           | 1:0                                                            | —                                                              | отбор ЧМ 2018                                                  |
| 4                                                              | 8 июня 2017                                                    | Аделаида Овал, Аделаида                                        | Австралия                                                      | 2:3                                                            | —                                                              | отбор ЧМ 2018                                                  |
| 5                                                              | 10 ноября 2017                                                 | Ду Фонтелу, Визеу                                              | Португалия                                                     | 0:3                                                            | —                                                              | товарищ.                                                       |
| 6                                                              | 9 мая 2018                                                     | Рамон де Карранса, Кадис                                       | Алжир                                                          | 2:0                                                            | —                                                              | товарищ.                                                       |
| 7                                                              | 15 мая 2018                                                    | Олимпийский стадион, Севилья                                   | Греция                                                         | 2:0                                                            | —                                                              | товарищ.                                                       |
| 8                                                              | 3 июня 2018                                                    | аФГ Арена, Санкт-Галлен                                        | Перу                                                           | 0:3                                                            | —                                                              | товарищ.                                                       |
| 9                                                              | 8 июня 2018                                                    | Бай-Арена, Леверкузен                                          | Германия                                                       | 1:2                                                            | —                                                              | товарищ.                                                       |

Итого: 9 матчей / 0 голов; ksa-team.com.